# Léa Roussel
Pour les articles homonymes, voir Roussel.
Léa Roussel, née le 5 juillet 1992 à Sète, est une gymnaste acrobatique française.
Elle remporte aux Championnats du monde de gymnastique acrobatique 2014 à Levallois-Perret la médaille de bronze en duo féminin avec Claire Philouze.